# Dilar hikosanus
Dilar hikosanus is een insect uit de familie van de Dilaridae, die tot de orde netvleugeligen (Neuroptera) behoort. 
Dilar hikosanus is voor het eerst wetenschappelijk beschreven door Nakahara in 1955.